# Portugal en la Copa Mundial de Fútbol de 1986
Portugal es una de las 24 selecciones participantes en la Copa Mundial de Fútbol de México 1986, la que es su segunda participación en un mundial.

## Clasificación
Portugal enfrentó a Suecia, Checoslovaquia, Alemania Federal y Malta en una pentagonal para definir a dos clasificados al torneo. Portugal logró la clasificación luego de vencer a Alemania Federal 1-0 de visita en Stuttgart en su último partido de eliminatoria.

### Grupo 2
| Pos. | Equipo           | Pts. | PJ | G | E | P | GF | GC | Dif. | Clasificación |     | FRG | POR | SWE | TCH | MLT |
| ---- | ---------------- | ---- | -- | - | - | - | -- | -- | ---- | ------------- | --- | --- | --- | --- | --- | --- |
| 1    | Alemania Federal | 17   | 8  | 5 | 2 | 1 | 22 | 9  | +13  | Clasificados  |     | —   | 0-1 | 2–0 | 2–2 | 6–0 |
| 2    | Portugal         | 15   | 8  | 5 | 0 | 3 | 12 | 10 | +2   | Clasificados  |     | 1–2 | —   | 1–3 | 2–1 | 3–2 |
| 3    | Suecia           | 13   | 8  | 4 | 1 | 3 | 14 | 9  | +5   |               |     | 2–2 | 0–1 | —   | 2–0 | 4–0 |
| 4    | Checoslovaquia   | 11   | 8  | 3 | 2 | 3 | 11 | 12 | −1   |               | 1–5 | 1–0 | 2–1 | —   | 4–0 |     |
| 5    | Malta            | 1    | 8  | 0 | 1 | 7 | 6  | 25 | −19  |               | 2–3 | 1–3 | 1–2 | 0–0 | —   |     |

 Fuente: 

## Jugadores
Estos son los 22 jugadores convocados para el torneo:

## Resultados
Portugal fue eliminada en el grupo F.
| País       | J | G | E | P | GF | GC | GD | Pts |
| ---------- | - | - | - | - | -- | -- | -- | --- |
| Marruecos  | 3 | 1 | 2 | 0 | 3  | 1  | +2 | 4   |
| Inglaterra | 3 | 1 | 1 | 1 | 3  | 1  | +2 | 3   |
| Polonia    | 3 | 1 | 1 | 1 | 1  | 3  | -2 | 3   |
| Portugal   | 3 | 1 | 0 | 2 | 2  | 4  | -2 | 2   |

| 3 de junio de 1986 | Portugal          | 1 – 0   | Inglaterra | Estadio Tecnológico, Monterrey                          |                                                         |
|                    | Carlos Manuel 75' | Reporte |            | Asistencia: 23,000 espectadores Árbitro(s): Volker Roth | Asistencia: 23,000 espectadores Árbitro(s): Volker Roth |

| 7 de junio de 1986 | Polonia      | 1 – 0   | Portugal | Estadio Universitario, Monterrey                           |                                                            |
|                    | Smolarek 68' | Reporte |          | Asistencia: 19,915 espectadores Árbitro(s): Ali Bin Nasser | Asistencia: 19,915 espectadores Árbitro(s): Ali Bin Nasser |

| 11 de junio de 1986 | Portugal       | 1 – 3   | Marruecos                    | Estadio Tres de Marzo, Guadalajara                      |                                                         |
|                     | Diamantino 79' | Reporte | Khairi 19', 27' · Krimau 62' | Asistencia: 28,000 espectadores Árbitro(s): Alan Snoddy | Asistencia: 28,000 espectadores Árbitro(s): Alan Snoddy |

## Controversia
La participación portuguesa en este mundial estuvo envuelta en controversia, ya que la selección estuvo involucrada en el "Caso Saltillo", llamado así por la ciudad de Saltillo, en el estado mexicano de Coahuila, en la que el equipo tenía su sede central para la competencia, y también el lugar donde ocurrieron la mayoría de los eventos del caso, que incluyeron amenazas de huelga de los jugadores, el anuncio de una serie de demandas a la Federación e informes de comportamiento inapropiado.